# Diego Fernando Salazar
Diego Fernando Salazar est un haltérophile colombien. Il est né le 3 octobre 1980 à Tuluá, dans le département de  la Valle del Cauca. Médaillé olympique et deux fois médaillé d'or aux Jeux panaméricains.

## Performances
Diego Fernando Salazar a participé à la catégorie des -62 kg aux Championnats du monde 2006 d'haltérophilie et y a remporté la médaille de bronze, derrière Le Qiu et Oscar Figueroa. 
Il s'est classé sixième dans la catégorie des moins de 62 kg lors des Championnats du monde 2007 d'haltérophilie, soulevant un total de 293 kg.
Aux Championnats panaméricains d'haltérophilie 2008, il a remporté la médaille d'argent dans la catégorie des 62 kg, soulevant 302 kg au total olympique.
Salazar a remporté une médaille d'argent aux Jeux olympiques d'été de 2008 derrière le chinois Zhang Xiangxiang. Salazar a soulevé 167 kg et a gagné la médaille d'argent avec un poids total de 305 kg. 